# 差摩
差摩（梵語：Kṣemā クシェーマー、パーリ語 Khemā ケーマー、さま）は、釈迦仏の比丘尼（女性の出家弟子）である。智慧第一といわれる。

## 来歴
マガダ国のサーガラでクシャトリアの娘。稀に見る美女といわれたので、国王・ビンビサーラに請われ妃となった。
彼女は次第にその美を鼻にかけるようになり高慢となったという。王をはじめ大臣やその他の人々が、釈迦仏の教えを信じ帰依するようになり、比丘衆に供養布施したのに対し、当初、彼女は仏教に帰依するどころか釈迦仏を見ようともしなかった。既に釈迦の仏法を聴聞して慈悲心に満ちたビンビサーラが、妃のこの態度に心を痛め、一計を案じて仏前に連れ出した。仏は彼女の心を察知し神通力によって彼女より数倍美しい天女を示現せしめ、彼女の高慢心を打ち破ったという。彼女は、天女が釈迦仏の後ろで棕櫚（シュロ）の葉っぱの扇を手にもって仏を扇いでいたのを見て自信をなくし、反省して見つめていたという。すると天女は次第に年をとり、老衰して扇を手にしたまま動かなくなった。彼女はこれを見て自分もいずれそうなるだろうと悟り、仏より教下を受けて優婆夷（うばい、在家の女性信徒）となり、すぐさま阿羅漢果を得た（在家の女性信徒で阿羅漢果を得たのは非常に珍しいケースと考えられている）。
彼女はこれにより出家を決意し、王宮に戻るとビンビサーラに出家の許しを乞い、王も喜んで許し、黄金の御輿にのせて比丘尼衆の僧園に送り届けられたという。彼女とウッパラヴァンナー（蓮華色比丘尼）とは非常に仲がよく、釈迦仏も「この2人は比丘尼衆の中で最も智慧が優れている」と讃嘆し比丘尼衆に模範とするよういわれた。
ケーマとウッパラヴァンナーは、よく共に舎衛城の郊外で修行していたが、ある夏の日、2人が小川で水遊びをしていると、悪党に襲われかけた。しかし彼女達は神通力で両眼を抉り出し、また内臓をも掴んで出し、その暴漢に与えようとした。暴漢たちは驚いて情欲の心を詫び、慙愧懺悔して五戒を受け、釈迦仏の御許に赴き出家したという（経律異相23など）。
また、ある時、コーサラ国のパセーナディー（波斯匿王）が、サーケーターの街からサーヴァッティー（舎衛城）に戻る際、ドーナヴァットゥという街に滞在し、修行者・思想家から話を聞きたいと思い探させると、ちょうど彼女がいた。王は「如来は死後に存在するか」と問うと、ケーマは「釈迦仏はどちらも説かれない。無記である。では数学者がガンジス河の沙の数がいくつか答えられますか？また海水の量は瓶に何杯か数えられますか？」と答え、王を教下したという。王は後日、釈迦仏に会い同じ質問をするとケーマと同じ答えが返ってきたので、王は彼女の賢明さを感心し、仏に申し上げたという。
彼女は舎衛城のどこへ行っても歓迎され、衣や医薬品など多くの供養を受けた。彼女はそれらすべてを他の比丘尼に分け与えて、比丘尼衆からよく慕われた。彼女が寂した時、比丘尼たちは火葬の後、遺骨を祀るために僧院の中に塔を建て、毎日のように礼拝し供養した。しかし比丘尼たちが嘆いてばかりでみな修行を怠るようになると、ある日、ウパーリ（優波離）比丘が、これを見て塔を人々に命じて壊させてしまった。これを見た比丘尼たちは怒って、ウパーリを棒で殴ってやろう、一緒に来ない者は仲間はずれにする、と叫んで僧院に押しかけた。しかし釈迦仏の決裁によりウパーリは難を逃れたと伝えられている。

## 伝記
彼女の伝記は、長老尼の詩註（テーラガータ）、相応部経典第44無記説相応、第1差摩長老尼、生経巻4などに詳しい。